# الصلاو (جبلة)

تعديل مصدري - تعديل

الصلاو محلة تابعة لقرية عليب، التابعة لعزلة الثوابي بمديرية جبلة إحدى مديريات محافظة إب في الجمهورية اليمنية، بلغ تعداد سكانها 33 حسب تعداد اليمن لعام 2004.